# Sint-helenakoekoek
De sint-helenakoekoek (Nannococcyx psix) is een uitgestorven vogel uit de familie van de koekoeken.

## Beschrijving
De Amerikaanse ornitholoog Storrs Lovejoy Olson trof slechts een fragment aan van een opperarmbeentje op Sint Helena dat duidelijk verschilde van vergelijkbare botjes van andere soorten en geslachten uit de koekoekfamilie. Daarom deelde hij het in bij een ander geslacht en noemde het psix, Oudgrieks voor kruimel. Deze vogelsoort stierf waarschijnlijk kort na de kolonisatie van het eiland in 1502 uit door ontbossing.